# Johannis Petri Kjersell
Johannis Petri Kjersell, född i Tjärstads församling, Östergötlands län, död 25 september 1741 i Askeryds församling, Jönköpings län, var en svensk präst.

## Biografi
Johannis Kjersell föddes i Tjärstads församling. Han var son till en fogde. Kjersell blev 1701 student vid Uppsala universitet och år 1712 blev han rektor vid Vimmerby trivialskola. Han prästvigdes 1718 och blev 1721 kyrkoherde i Askeryds församling. Kjersell var respondent vid prästmötet 1726. Han avled 1741 i Askeryds församling.

### Familj
Kjersell var gift med Christina Edman.